# Luokta-Mavas
Luokta-Mavas is een zogenaamde Sameby binnen de Zweedse gemeente Arjeplog. De Sameby is een aanduiding voor een gebied waar de Saami hun rendieren konden hoeden en zich konden voorzien van levensonderhoud. Het gebied ligt rondom het semipermanente saamidorp Mavas in de noordwesthoek van de gemeente. Luokta-Mavas ligt in en tegen het Scandinavisch Hoogland, de bevolking wordt aangeduid als bergsaami, dit in tegenstelling tot de bossaami, hun oosterburen. De spraak is Ume-Samisch en Pite-Samisch. In het gebied ligt slechts één concentratie van bebouwing, genaamd Miekak, het is een afgelegen recreatiepost.

## Opmerkingen
De coördinaten zijn van het dorpje.